# Colloquio-intervista
Il colloquio-intervista nell'ambito del lavoro è una fase della selezione dei candidati a una determinata mansione basata sull'incontro diretto con il candidato stesso.
Secondo la definizione di Argentero, “il colloquio-intervista consiste in uno scambio di informazioni faccia a faccia tra un rappresentante dell'organizzazione ed un candidato con la principale finalità organizzativa di valutare i possibili aspiranti per una certa mansione e di scegliere la persona più adatta a svolgerla nel modo ottimale”.
Il colloquio-intervista riveste nel processo di selezione un ruolo di fondamentale importanza, nel corso del quale emergono le esigenze di azienda e candidato. Il selezionatore ha la possibilità di presentarsi e di illustrare la posizione aperta, mentre il selezionato si propone facendo emergere le proprie potenzialità e aspettative. Tale processo si propone come fine ultimo la reciproca scelta consapevole delle parti.
La distinzione tra intervista e colloquio nell'ambito lavorativo non si riscontra sempre anche se la psicologia del lavoro pone un confine tra essi. Si differenziano per le diverse modalità di raccolta delle informazioni e per la differente relazione tra le due parti. Infatti l'intervista è il miglior mezzo per raccogliere mere informazioni, è strutturata, chiusa e l'uso di feedback è pressoché assente; invece il colloquio si contraddistingue per il rapporto che si instaura tra candidato e selezionatore, quest'ultimo cerca di comprendere oltre alle esperienze lavorative anche le doti caratteriali e personali dell'interlocutore.

## Le fasi del colloquio-intervista
Il colloquio-intervista è costituito da quattro fasi:
1. Intervista preliminare: viene utilizzata dalle grandi aziende quando c'è un numero rilevante di candidati da esaminare; dura al massimo 20-30 minuti e si approfondiscono le informazioni presenti nel curriculum. Questo screening iniziale può essere svolto anche telefonicamente.
2. Intervista psicologica attitudinale: questa tipologia di colloquio viene eseguita solitamente da psicologi o selezionatori professionisti che focalizzano la loro attenzione sulla personalità del candidato, sulle caratteristiche motivazionali, comportamentali e di intelligenza.
3. Intervista tecnica: durante questo colloquio si indaga circa le competenze tecnico-professionali e le abilità del candidato, la sua preparazione viene valutata da un team di specialisti del settore di riferimento o dal responsabile di reparto.
4. Intervista di assunzione: costituisce la fase conclusiva del processo di selezione e ad occuparsene sono i direttori del personale, che oltre a dare la loro approvazione discutono circa il tipo di contratto che intendono proporre, quindi specificando, mansioni, qualifiche, retribuzione, ecc.

## La struttura del colloquio-intervista
Le interviste vengono suddivise in tre macro-categorie che si differenziano per livello di strutturazione.

### Intervista non strutturata
L'intervistatore esercita un basso livello di controllo nell'intervista, la quale viene definita libera, infatti, non c'è una reale pianificazione preventiva degli obbiettivi. Questa intervista per essere davvero efficace necessita di un intervistatore molto competente e professionale.

### Intervista semi-strutturata
L'intervistatore definisce preventivamente gli obiettivi da raggiungere e le informazioni da raccogliere in aree ben precise; tuttavia consente all'intervistato di procedere liberamente nel dialogo secondo i modi che ritiene più opportuni. Tale tipologia di intervista non solo garantisce al candidato la possibilità di interagire attivamente, ma costituisce per l'azienda il miglior modo di presentarsi.

### Intervista strutturata
Consiste generalmente in un questionario con domande predefinite poste dall'intervistatore. Tale categoria si è sviluppata a partire dagli anni ’80, consente di strutturare tutte le fasi del processo e di rendere la selezione il più obiettiva possibile senza che il giudizio del selezionatore possa essere condizionato da fattori personali.

## Lo stile
Lo stile di conduzione può variare a seconda della tipologia di lavoro, al settore, al ruolo ed alle mansioni da svolgere.
Gli stili possono essere:
- Amichevole: intervistato ed intervistatore hanno lo stesso peso nell'interazione la quale viene svolta in un clima informale; tuttavia è uno stile poco utilizzato.
- Stress- interview: l'intervistatore conduce il colloquio e pone domande in modo diretto e aggressivo con lo scopo di esaminare le reazioni del candidato creando situazioni cariche di stress simili a quelle che potrebbero verificarsi durante l'attività lavorativa.
- Professionale: è lo stile più utilizzato; consiste in un'intervista contraddistinta da un atteggiamento estremamente professionale dell'intervistatore. L'interazione tra le parti si svolge in un clima positivo che consente ad entrambe le parti di appurare che le reciproche aspettative vengano soddisfatte.

## La comunicazione
Durante il processo di selezione intervengono tre diversi livelli di comunicazione:
1. Verbale: si esprime mediante il linguaggio parlato e scritto e costituisce il livello più razionale.
2. Paraverbale: è contraddistinta da “segni vocali" ovvero dagli elementi che caratterizzano l'emissione della voce, come volume, ritmo e tono.
3. Non verbale: esprime ogni segnale che viene inviato dal corpo: l'aspetto esteriore, il com portamento spaziale, l'espressione del volto, eccetera.

## Mock Interview (simulazione del colloquio di lavoro)
La Mock Interview è una simulazione di colloquio di lavoro usata per finalità di training. Le simulazioni solitamente prendono spunto, più fedelmente possibile, da reali situazioni che accadono durante un colloquio di lavoro allo scopo di fornire al candidato l'esperienza necessaria per superare una selezione. Può aiutare il candidato a capire cosa aspettarsi da un vero colloquio di lavoro e potenziare le sue capacità descrittive e divulgative. Molto spesso il colloquio di lavoro simulato viene registrato così che il candidato ed il recruiter o coach che lo esaminano possono analizzare punti forti e lavorare sulle criticità del flusso dialogico ed esperienziale. Il Mock Interview viene gestito da un coach o da un recruiter con esperienza, in grado di dare feedback e instradare il candidato verso la giusta rotta, correggendo gli errori usciti fuori dalla conversazione. 
Le Mock Interviews sono generalmente usate per simulare colloqui di lavoro ma possono essere d'ausilio anche a giornalisti o a figure pubbliche per allenare le doti dialogiche. 
Ci sono sia delle organizzazioni che conducono questo tipo di simulazioni di colloqui di lavoro, che Università e Istituti Superiori, per esempio alcune scuole superiori italiane pianificano durante il corso dell'anno scolastico delle giornate dedicate all'orientamento e alla formazione extrascolastica e si affidano a consulenti del lavoro e recruiter per simulare colloqui di lavoro per gli studenti del quinto anno.